# Grays dwergsalangaan
Grays dwergsalangaan (Collocalia troglodytes) is een gierzwaluw die alleen voorkomt in de Filipijnen.

## Algemeen
Grays dwergsalangaan is de kleinste zwaluw die in de Filipijnen voorkomt. De mannetjes en vrouwtjes lijken sterk op elkaar. De bovenzijde is zwart met een lichte blauwgroene gloed. De soort heeft een opvallende witte plek halverweg de stuit. De zijkanten van de kop, de nek, en de onderzijde zijn bruinachtig grijs. De keel is witachtig, de bovenzijde van de borst, het midden van de buik en het onderste deel van de staartveren zijn zwart. De staart is enigszins gevorkt. De snavel is ook zwart, de ogen zijn donkerbruin, net als de poten. De poten zijn gedeeltelijk met veren bedekt.
Deze soort wordt inclusief staart 9 centimeter en heeft een vleugellengte van 9,5 centimeter.

## Ondersoorten en verspreiding
Er zijn geen verschillende ondersoorten van Grays' dwergsalangaan bekend. De vogel is te vinden op de eilanden Banton, Bohol, Bucas, Calauit, Camiguin, Camotes, Catanduanes, Cebu, Dinagat, Gigantes, Leyte, Luzon, Marinduque, Masbate, Mindanao, Mindoro, Negros, Palawan, Panay, Romblon, Samar, Siargao, Sibuyan en Siquijor.

## Leefgebied
Grays dwergsalangaan is te vinden in het laagland en middengebergte, laagvliegend over bossen en open stukken in dat bos. Ze zijn ook wel te vinden bij visvijvers en mangrovegebieden. Ze leven altijd in groepen.

## Voortplanting
Men heeft deze soort zien paren in april mei, juli en september. De nesten zijn gevormd als halve kopjes, zijn gemaakt van groen en worden gemaakt op muren onder bruggen of in grotten in de buurt van bossen.